# Primes (kaartspel)

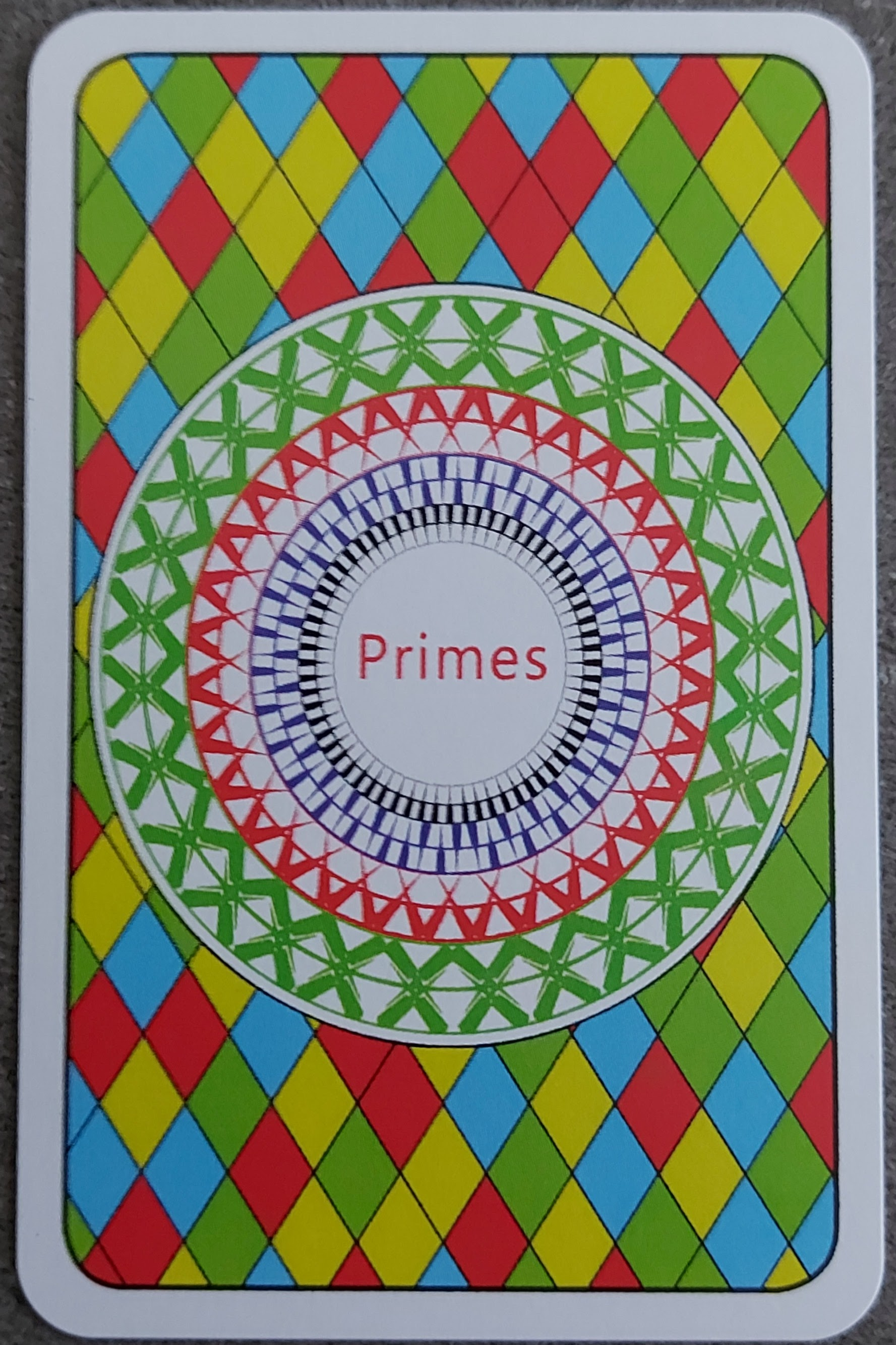
Achterkant Primes speelkaarten.

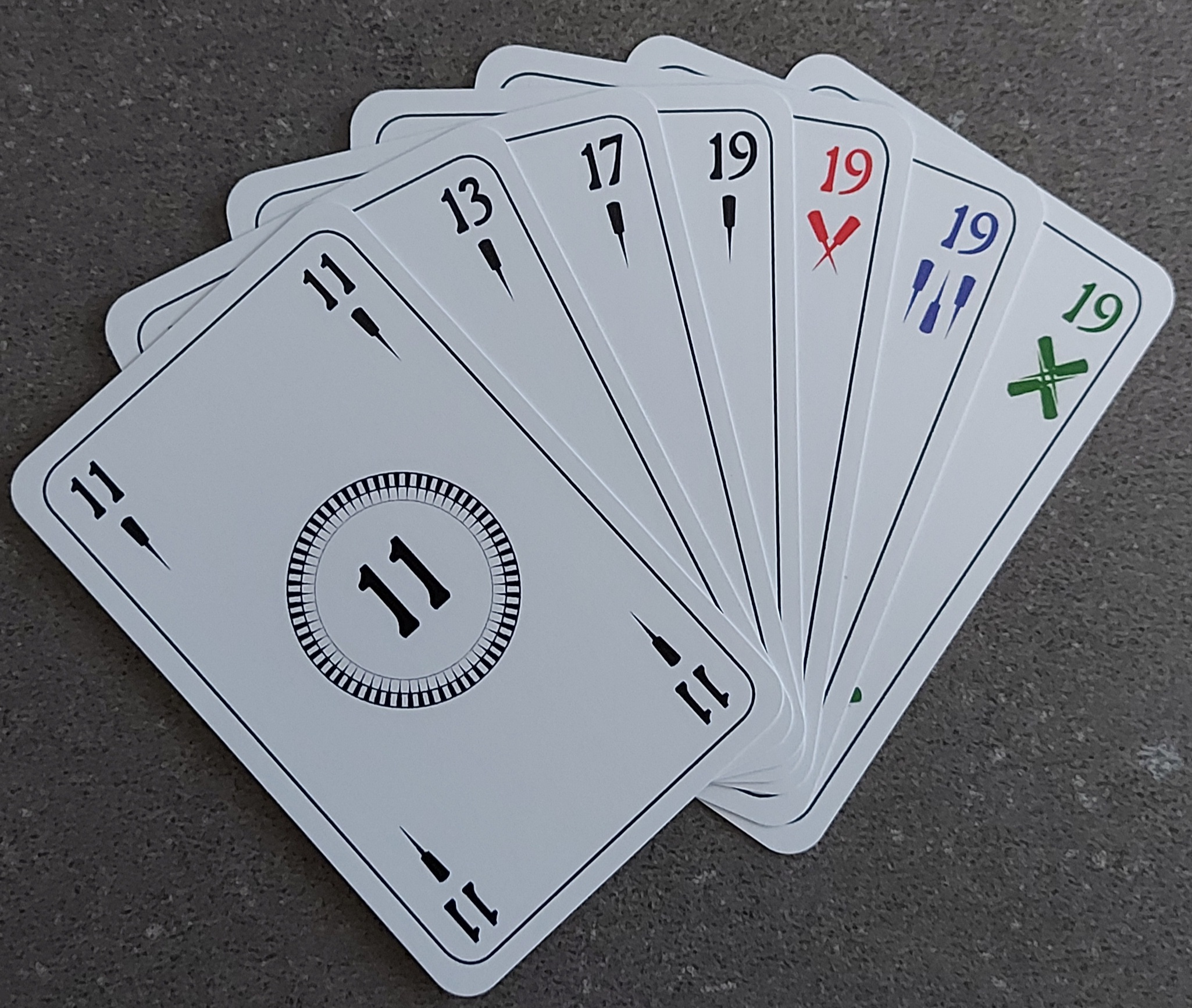
Primes speelkaarten met de priemgetallen in 4 kleuren.

Primes is een kaartspel gebaseerd op kaarten met priemgetallen.
Het is in dit spel de bedoeling om in drie rondes een zo sterk mogelijke reeks of combinatie van priemgetallen te vormen en af te leggen. 
Het kaartspel bestaat uit 54 speelkaarten: 13 kaarten met alle priemgetallen tussen 10 en 60 en dit in vier kleuren (groen, blauw, rood en zwart) + twee jokerkaarten. Een priemgetal is een natuurlijk getal dat alleen door 1 en door zichzelf kan gedeeld worden. 
De vier kleuren zijn ook van belang, omdat deze het aantal priemen vertegenwoordigen: Groen heeft vier priemen, blauw heeft drie priemen, rood heeft twee priemen en zwart heeft één priem. Je kan de speelkaarten herkennen aan de vier kleurige cirkels op de achterkant. 
Je speelt dit spel met minimum twee en maximaal vier personen.

## Herkomst
Het spel is gemaakt door Johannes Pelssers, die dit op zijn 87e bedacht. 

## Inhoud kaartspel
In het doosje zitten de volgende items:
- 54 speelkaarten
- combokaart (overzicht met combinaties en punten)
- combinatie lijst (alle mogelijke combinaties die kunnen afgelegd worden
- scorekaart (om de score van de acht spellen te noteren)

Je kan het spel ook aanvullen met Primes Bitcoins.

## Spelregels
- Start van het spel
  - Minimum 2 spelers / maximum  4 spelers
  - De jongste speler begint met delen
  - Schud de kaarten
  - Geef elke spelers 7 kaarten (1 voor 1)
  - Leg de rest van de kaarten op tafel → De onzichtbare stapel
  - Draai de bovenste kaart om maak hiermee een nieuwe stapel → De zichtbare stapel
- Ronde 1 – herhaal dit voor elke speler (de deler begint)
  - Neem de bovenste kaart (van de onzichtbare of zichtbare stapel)
  - Leg jouw slechtste kaart weg op de zichtbare stapel
- Ronde 2 – herhaal dit voor elke speler (de deler begint)
  - Neem de bovenste kaart (van de onzichtbare of zichtbare stapel)
  - Indien op tafel (bij gelijk welke speler) een combinatie met een joker ligt en jij hebt de juiste kaart, mag je jouw kaart wisselen met de joker (zodat de originele combinatie behouden blijft) en jij de joker in de hand krijgt
  - Leg een combinatie zichtbaar neer op tafel
  - Leg jouw slechtste kaart weg op de zichtbare stapel
- Ronde 3 – herhaal dit voor elke speler (de deler begint)
  - Neem de bovenste kaart (van de onzichtbare of zichtbare stapel)
  - Indien op tafel (bij gelijk welke speler) een combinatie met een joker ligt en jij hebt de juiste kaart, mag je jouw kaart wisselen met de joker (zodat de originele combinatie behouden blijft) en jij de joker in de hand krijgt
  - Mogelijkheden
    - Je hebt in ronde 2 geen combinatie neergelegd: leg een combinatie zichtbaar neer op tafel
    - Je kan de combinatie uit ronde 2 aanvullen: leg de extra kaarten onzichtbaar neer op tafel
    - Je hebt een nieuwe combinatie in de hand: leg de 2de combinatie onzichtbaar neer op tafel

  - Leg jouw slechtste kaart weg op de zichtbare stapel
- Na 3 rondes zit het spel erop. Punten moeten geteld worden.
  1. Bepaal wie de sterkste combinatie heeft. Dit is de winnaar.
  2. Bepaal voor elke andere speler het aantal verliespunten
    1. Neem het verschil tussen de combinatie van de winnaar en de eigen combinatie
    2. Tel hier 5 punten bij indien je geen combinatie had in ronde 2
    3. Tel hier 5 punten bij per joker in jouw hand
    4. Tel hier 2 punten bij per andere kaart in jouw hand

  3. Alle verliespunten gaan naar de winnaar.
- Volgend spel
  - De winnaar van het vorige pel deelt het nieuwe spel – er zijn in totaal 8 spellen
  - Start weer met ronde 1

## Mogelijke combinaties
- Zero Luck = geen juiste combinatie van priemgetallen
- Tribal = een combinatie van 3 primegetallen
- Limbo = een combinatie van 2 reeksen van 3 priemgetallen
- Kwat = een combinatie van 4 primegetallen
- Kwint = een combinatie van 5 verschillende priemgetallen
- Mambe = een combinatie van 2 reeksen van 4 priemgetallen
- Pump = een combinatie van 6 verschillende priemgetallen
- Prime = een combinatie van 7 verschillende priemgetallen

## Puntentelling
| Zero Luck | 0 pt  |                                |
| --------- | ----- | ------------------------------ |
| Tribal    | 5 pt  |                                |
| Tribal +  | 10 pr | alle kaarten in dezelfde kleur |
| Limbo     | 15 pt |                                |
| Kwat      | 20 pt |                                |
| Kwat +    | 25 pt | alle kaarten in dezelfde kleur |
| Kwint     | 30 pt |                                |
| Kwint +   | 35 pt | alle kaarten in dezelfde kleur |
| Mambe     | 40 pt |                                |
| Pump      | 45 pt |                                |
| Pump +    | 50 pt | alle kaarten in dezelfde kleur |
| Prime     | 55 pt |                                |
| Prime +   | 60 pt | alle kaarten in dezelfde kleur |

## Scorekaart

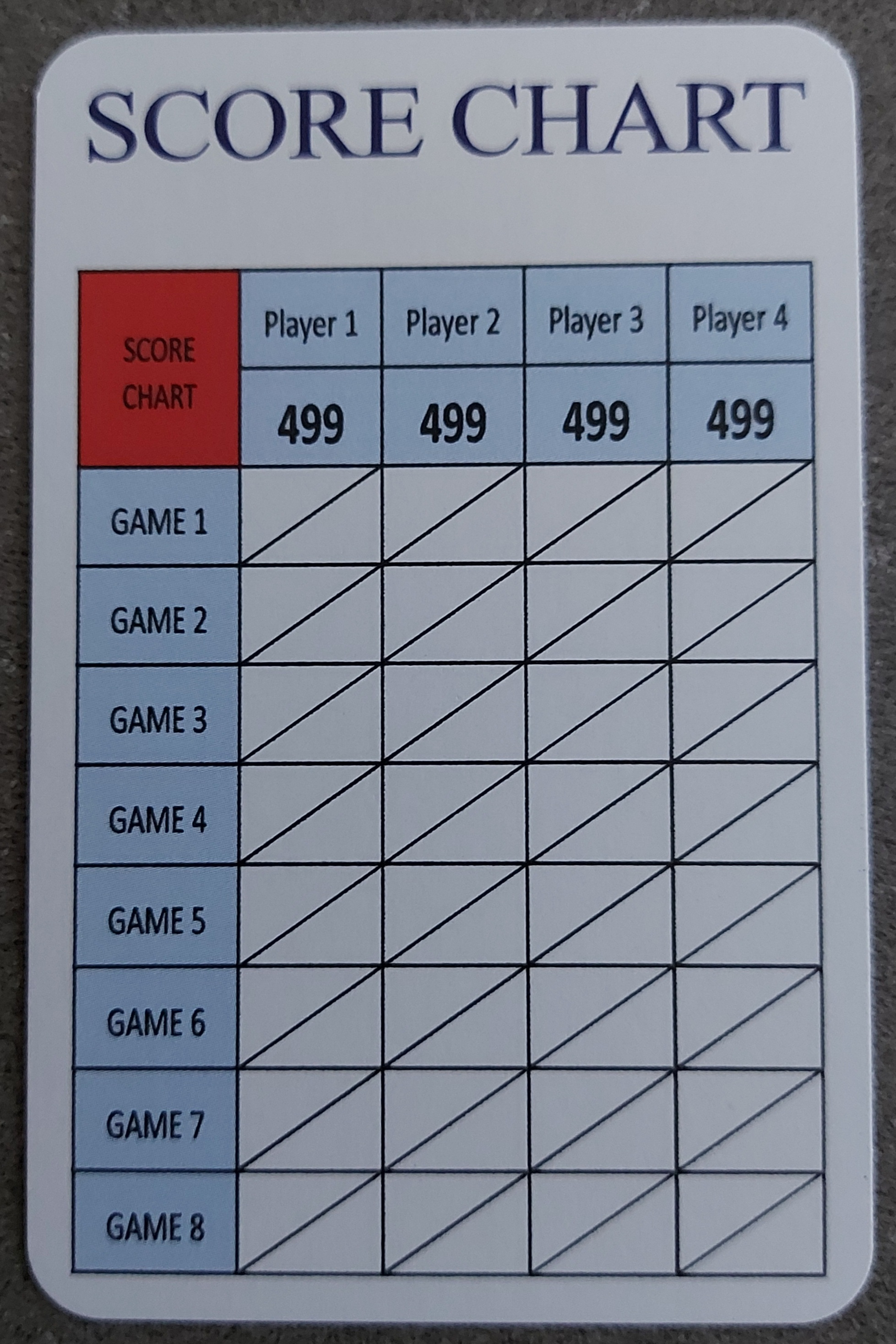
Scorekaart om de punten van de 8 spelletjes te noteren.

De resultaten van elke ronde worden genoteerd op de scorekaart. Een speler kan er ook voor kiezen om iedereen een reeks Primes Bitcoins te geven en zo het verlies te betalen aan de winnaar, of om de winst in ontvangst te nemen als winnaar.

## Belgisch kampioenschap
Op 23 en 24 oktober 2021 zal het eerste Belgisch kampioenschap Primes gespeeld worden in het Speelkaartenmuseum van Turnhout (stad van de speelkaarten).
| Jaar | Plaats   | Kampioen     |
| ---- | -------- | ------------ |
| 2021 | Turnhout | Bart Peeraer |